# Bareyo
Bareyo település Spanyolországban, Kantábria autonóm közösségben. Bareyo Arnuero, Meruelo, Ribamontán al Monte és Ribamontán al Mar községekkel határos. Lakosainak száma 2133 fő (2024).

## Népesség
A település népessége az elmúlt években az alábbi módon változott:
| Lakosok száma | 1730 | 1810 | 1928 | 2060 | 2060 | 2016 | 1987 | 1950 | 2149 | 2133 |
|               | 2001 | 2004 | 2007 | 2009 | 2012 | 2014 | 2017 | 2019 | 2022 | 2024 |